# Acalolepta sumatrana
Acalolepta sumatrana es una especie de escarabajo del género Acalolepta, familia Cerambycidae. Fue descrita científicamente por Breuning en 1940.
Habita en Isla de Borneo y Sumatra. Mide 18 mm.